# Batalha de Huamachuco
A Batalha de Huamachuco foi travada em 10 de julho de 1883, sendo a última grande batalha da Guerra do Pacífico. Os soldados chilenos, liderados pelo Coronel Alejandro Gorostiaga, derrotaram decisivamente o exército peruano comandado pelo General Andrés Avelino Cáceres próximo à cidade de Huamachuco. Esta vitória chilena efetivamente eliminou o Ejército de la Breña de Cáceres, pondo fim a qualquer ameaça ou resistência real nos Andes peruanos. A derrota peruana abriu caminho para o Tratado de Ancón que finalmente pôs fim à guerra. Além disso, um dos maiores heróis do Peru, o Coronel Leoncio Prado, morreu como consequência desta batalha.

## Antecedentes
As derrotas sofridas pelo Exército Chileno em Marcavalle, Pucará e Concepción, além da dizimação de suas tropas devido às más condições sanitárias, convenceram o Alto Comando chileno da necessidade de abandonar completamente os Andes Centrais. Esta retirada foi possibilitada pela vitória chilena em Tarma Tambo em 15 de julho de 1882. Naquela época, as tropas de ocupação haviam sido reduzidas a cerca de metade do seu tamanho original. O General peruano Andrés Cáceres controlava o vale do Mantaro e havia até mesmo possuído brevemente a cidade de Huancayo. Ele estabeleceu seu comando em Tarma e se ocupou em reorganizar seu exército. Em janeiro de 1883, Cáceres havia aumentado suas tropas para 3 200 homens bem armados e equipados, e comandava o Peru central.
Diante desta ameaça às negociações de paz, o Almirante Patricio Lynch, o Comandante-em-Chefe chileno, decidiu enviar uma nova força contra o General Cáceres. Este novo exército compreendia três divisões, sob o comando dos Coronéis García, del Canto e Arriagada. O exército chileno estava bem armado e havia aprendido as lições das incursões anteriores nos altos Andes. Seu plano era cercar e encurralar os peruanos para forçá-los a uma batalha convencional. Logo após capturaram a cidade estratégica de Jauja e em 5 de maio reuniram as forças na cidade de Chiqlla. Diante desta grave ameaça, o exército peruano recuou para o norte.
Em 30 de maio o exército peruano chegou a Cerro de Pasco, com as divisões chilenas sob os Coronéis del Canto e García em perseguição próxima. Sob essas circunstâncias, os peruanos continuaram a recuar para os altos Andes. Na terceira semana de junho os peruanos estavam em condição crítica, pois os chilenos quase os haviam encurralado. Em 22 de junho o General Cáceres ordenou uma retirada via passo de Llankanuku, localizado a uma altitude de 3.850 metros e cerca de 200 km (125 milhas) a noroeste de Cerro de Pasco. Graças a esta manobra arriscada, ele conseguiu escapar da força chilena principal.
Após muitas outras dificuldades, em 5 de julho o exército peruano chegou a Tulpo, próximo a Huamachuco, mais 120 km (75 milhas) ao norte do Passo Llankanuku. As distâncias percorridas no tempo gasto — através de algumas das montanhas mais altas do mundo — pelos peruanos foram impressionantes. Infelizmente, em Tulpo, o General Cáceres soube que o Coronel chileno Alejandro Gorostiaga estava ocupando a cidade. Enquanto o coronel estava isolado do corpo principal do exército chileno, outro grupo chileno estava avançando pela retaguarda para reforçá-lo na cidade e ajudar a empurrar os peruanos em direção a Cajamarca. Este segundo grupo chileno carregava suprimentos de munição para Gorostiaga.
Cáceres decidiu tentar destruir este reforço antes que pudesse alcançar a divisão de Gorostiaga, mas os batedores chilenos estavam alerta e o ataque surpresa planejado falhou. Nesse ponto, o general peruano convocou um conselho de guerra e a decisão foi tomada de parar de recuar e tentar destruir as forças chilenas que ocupavam a cidade.

## A batalha
(Este artigo necessita revisão e fontes claras)

### Disposição das forças
Em 8 de julho de 1883, as forças peruanas — cerca de 2.000 soldados, mais algumas centenas de guerrilheiros indígenas chamados montoneras — tomaram posições na colina Cuyulga e na colina Purrubamba oposta, ambas com vista para a cidade. Os peruanos estavam armados com rifles Peabody e Remington, mas não tinham muita munição ou baionetas. Originalmente o General Cáceres dividiu suas tropas, com metade na colina Cuyulga e o resto à esquerda dela, para tentar cortar o inimigo por trás. No entanto, assim que Gorostiaga viu os peruanos no topo das colinas, ele imediatamente reuniu todas as suas tropas e evacuou a cidade, tomando posição na colina Sazón, uma posição defensiva perfeita, com encostas íngremes e com acesso muito difícil voltado para o Cuyulga, uma posição defensiva que além disso ostentava algumas ruínas Inca que seriam usadas como parapeitos.

### Combate
Quando os peruanos viram que Gorostiaga havia se retirado, eles se moveram para a cidade e assumiram o controle dela, efetivamente cortando a rota de fuga chilena. Posteriormente, nos dias 8 e 9 de julho houve algumas trocas de artilharia, mas o assalto peruano final foi reservado para as primeiras horas de 10 de julho. O plano de Cáceres era iniciar o ataque destruindo a posição mais vulnerável do inimigo, a sudeste da colina Sazón. Quando os chilenos observaram a ameaça representada pelo avanço peruano, eles por sua vez rapidamente moveram sua vanguarda colina abaixo para tentar conter a ameaça, contra-atacando o flanco direito peruano na colina Cuyulga. Duas companhias do Regimento de Zapadores chileno conseguiram descer o Sazón em direção às posições peruanas na colina Santa Bárbara.
Cáceres respondeu enviando duas companhias de seus regimentos Junín e Jauja. Estas tropas encontraram oposição feroz e ficaram atoladas na luta que agora ocorria na área. Para apoiar sua infantaria, Cáceres também enviou algumas companhias dos regimentos Cazadores de Concepción e Marcavalle; com este movimento Cáceres buscava cercar as tropas chilenas que estavam então em retirada. O Coronel Gorostiaga tentou parar este movimento peruano em evolução enviando uma companhia do Batalhão Concepción, sob o Tenente Luis Dell'Orto, para conter o ataque da divisão do Coronel peruano Luis Germán Astete. Uma após a outra as companhias chilenas entraram em batalha na mesma taxa que os regimentos peruanos. Por um momento ambos os exércitos estavam em pé de igualdade, enquanto a ala direita chilena era defendida por uma companhia do Batalhão Talca enfrentando as tropas do General Manuel Cáceres.
Em inferioridade numérica, as forças chilenas foram forçadas a recuar para suas próprias linhas sob pesado ataque peruano. Pouco a pouco os peruanos começaram a empurrar a linha chilena de volta para o cume da colina Sazón. A artilharia chilena foi silenciada e reagrupada à esquerda das linhas chilenas, protegida pela cavalaria e pelo Regimento de Zapadores, mais tropas das unidades Concepción e Talca. Os peruanos quase chegaram ao topo da colina.
Após quatro horas de luta, Cáceres sentiu a vitória. As forças de Gorostiaga foram reduzidas a se defender em seus parapeitos no topo do Sazón. Foi nesse momento que os peruanos começaram a ficar sem munição. Diante deste fato, Cáceres cometeu um erro fatal: ele ordenou que sua artilharia se relocasse para o vale voltado para a colina para dar o golpe final. Gorostiaga viu este erro tático e ordenou uma carga de cavalaria por um esquadrão do Regimento de Cavalaria Cazadores a Caballo liderado pelo Sargento-Mor Sofanor Parra. contra os canhões peruanos. Os artilheiros indefesos foram dispersos ou mortos, os peruanos perdendo sete canhões no processo.

### Contra-ataque chileno
Enquanto isso, os chilenos rapidamente se reorganizaram e lançaram um contra-ataque maciço com baionetas contra as linhas peruanas superiores em número. Os soldados peruanos de Cáceres, que não tinham baionetas, e com quase nenhuma munição naquela altura, só podiam se defender com as coronhas de seus rifles; seus aliados montoneras pelo menos tinham lanças para se defender. O contra-ataque chileno colina abaixo quebrou as linhas peruanas. As formações das tropas peruanas colapsaram e os remanescentes começaram a fugir do campo de batalha. Com este último ataque os chilenos alcançaram a vitória. Poucos momentos depois, sua infantaria apoiada por dois canhões, tomou o acampamento base peruano na colina Cuyulga, terminando a batalha.

## Consequências
Os peruanos perderam 800 homens — quase um terço de suas forças — incluindo um grande número de seus oficiais. Entre os mortos estavam o General Pedro Silva, o Chefe de Estado-Maior Coronel Manuel Tafur, e os quatro chefes divisionais: Luis Germán Astete, Manuel Cáceres, Juan Gastó e Máximo Tafur. Muitos outros morreram ou foram executados após a batalha, entre eles um dos maiores heróis do Peru, o Coronel Leoncio Prado, devido ao não cumprimento de sua palavra de não lutar na guerra, que havia sido a condição para sua libertação quando foi previamente capturado pelos chilenos em Tatara. O General Cáceres, ferido, conseguiu escapar e evitar a captura. A batalha efetivamente encerrou toda resistência peruana adicional e o Tratado de Ancón, pondo fim à guerra, foi assinado apenas três meses depois, em 20 de outubro de 1883.

## Ordem de batalha
Exército Peruano
- General Comandante: General Andres Avelino Cáceres
- Comandante do Destacamento Norte: Coronel Issac Recavarren
  - 1ª Divisão (Coronel Aragones)
    - 4º Batalhão de Infantaria Pucara
    - 5º Batalhão de Infantaria Pisagua

  - 2ª Divisão (Coronel Salazar)
    - 11º Batalhão de Infantaria Tarma
    - 12º Batalhão de Infantaria Huallaga
- Comandante do Exército do Centro: Coronel Francisco de Paula Secada
  - 1ª Divisão (Coronel Manuel Cáceres)
    - 1º Batalhão de Infantaria Tarapaca
    - 2º Batalhão de Infantaria Zepita

  - 2ª Divisão (Coronel Juan Gasto)
    - 6º Batalhão de Infantaria Marcavalle
    - 7º Batalhão de Infantaria Concepcion

  - 3ª Divisão (Coronel Maximo Tafur)
    - 3º Batalhão de Infantaria Junin
    - 9º Batalhão de Infantaria Jauja

  - 4ª Divisão (Capitão Luis Germán Astete)
    - 8º Batalhão de Infantaria Apata
    - 10º Batalhão de Infantaria San Jeronimo

  - Cavalaria
    - Esquadrão de Rifles Montados Peruanos (Sargento-Mor Zavala)
    - Esquadrão de Escolta Tarma (Sargento-Mor Zapatel)

  - Brigada de Artilharia (Coronel de Artilharia Rios)

Exército Chileno
- Comandante-em-Chefe: Coronel Alejandro Gorostiaga
  - Batalhão de Infantaria Concepcion (Tenente-Coronel Herminio Gonzalez)
  - Batalhão de Infantaria Talca (Tenente-Coronel Alejandro Cruz)
  - Companhias do Batalhão de Infantaria Zapadores (Capitão Canales)
  - Piquete do Parque de Artilharia Victoria (Tenente-Coronel Garcia)
  - Esquadrão de Caçadores Montados (Tenente-Coronel Novoa)
  - Brigada de Artilharia (Sargento-Mor Fontecilla)